# Agraecia cesairei
Agraecia cesairei är en insektsart som beskrevs av Hugel 2009. Agraecia cesairei ingår i släktet Agraecia och familjen vårtbitare. Inga underarter finns listade i Catalogue of Life.